# Platonov (Čechov)
Platonov (in russo Безотцовщина?, Bezotcovščina) è un dramma in quattro atti scritto tra il 1880 e il 1881 da Anton Čechov. L'opera, uno dei suoi primi lavori, ricca di personaggi, è stata pubblicata postuma e priva di titolo; quello attuale le è stato attribuito dai critici.

## Trama
L'azione si svolge nella profonda campagna russa, in una casa che ha conosciuto tempi migliori. Protagonista è il ventisettenne maestro elementare Platonov, coniugato, del quale sono innamorate sia la proprietaria terriera Anna Petrovna, sia Sofja, moglie del figliastro di Anna, sia una delle sue colleghe insegnanti. Platonov è un personaggio cinico, che ama apparire in società come un gaudente e un uomo di spirito. Nel corso dell'opera egli viene paragonato ora ad Amleto ora a Don Giovanni. Egli è consapevole della vacuità ideale e morale del mondo in cui vive, ma sa con altrettanta certezza di essere parte integrante di quel mondo. Da questo dilemma non trova via d'uscita, rendendosi per di più conto della propria inadeguatezza di fronte ai sentimenti che gli rivolgono le sue quattro donne. Finisce perciò per rinchiudersi in se stesso e cade nell'alcolismo. Al termine del dramma viene ucciso da Sofja, disillusa nella sua speranza di una vita diversa con Platonov.

## Storia
Čechov scrisse quest'opera nell'inverno 1880 a Mosca e la dedicò all'attrice Marija Ermolova, che in quel periodo recitava presso il Teatro Maly. Consegnò di persona il manoscritto, trascritto con molta cura da suo fratello, al Maly, che però glielo rifiutò. Per la delusione egli distrusse questo manoscritto. Nel 1920 fu ritrovata nel lascito di Čechov la prima stesura dell'opera, che venne così pubblicata.